# He (Ma’anshan)

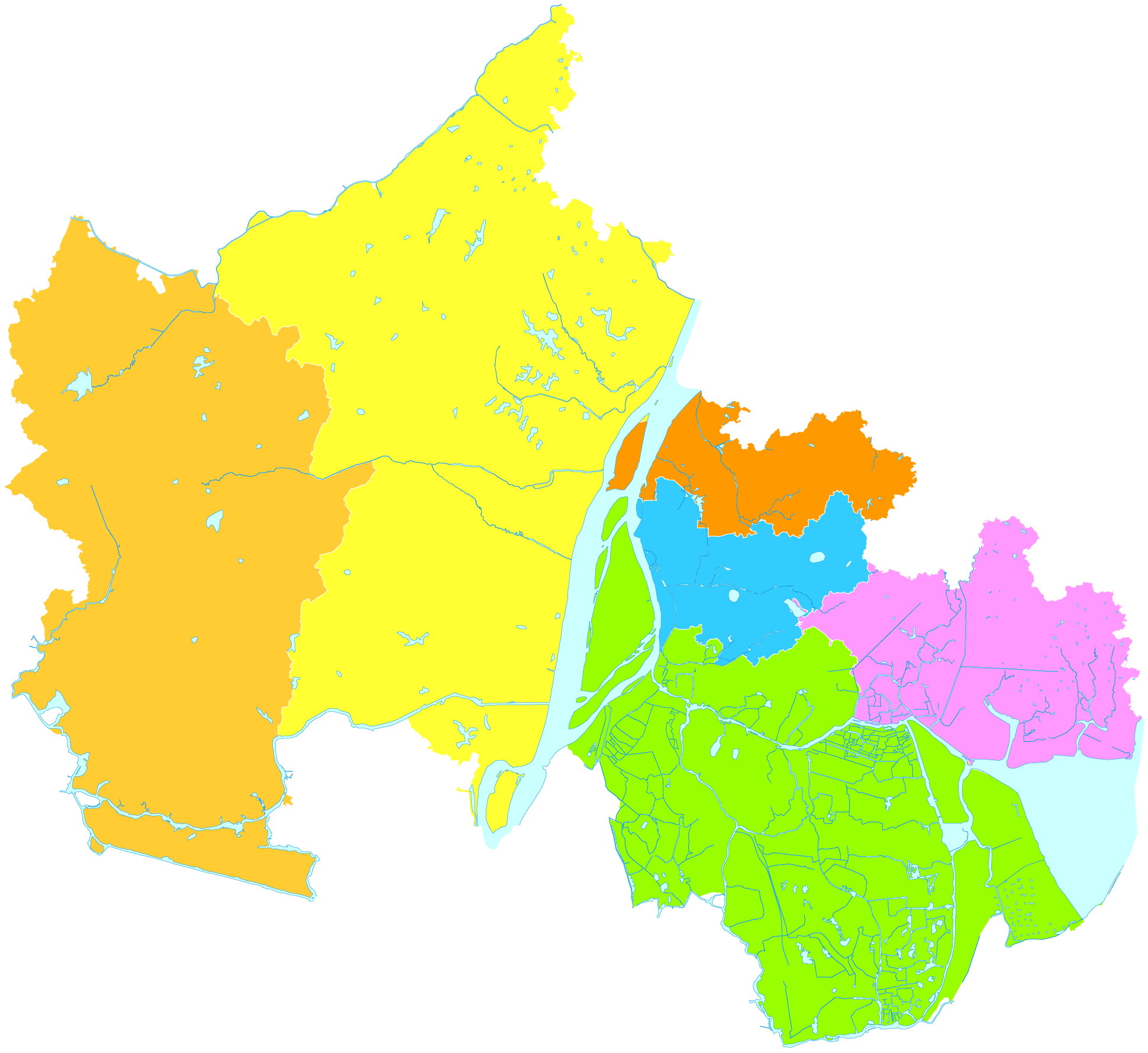
Lage des Kreises He im Gebiet der bezirksfreien Stadt Ma’anshan

Der Kreis He (chinesisch 和县, Pinyin Hé Xiàn) gehört zum Verwaltungsgebiet der bezirksfreien Stadt Ma’anshan in der chinesischen Provinz Anhui. Er hat eine Fläche von 1.318 Quadratkilometern und zählt 486.000 Einwohner (Stand: Ende 2018). Hauptort ist die Großgemeinde Liyang.

## Gliederung
Der Kreis besteht aus folgenden Großgemeinden (Zhen)
- Liyang (历阳镇,  Lìyáng Zhèn)
- Baiqiao (白桥镇,  Báiqiáo Zhèn)
- Laoqiao (姥桥镇,  Lǎoqiáo Zhèn)
- Gongqiao (功桥镇,  Gōngqiáo Zhèn)
- Xibu (西埠镇,  Xībù Zhèn)
- Xiangquan (香泉镇,  Xiāngquán Zhèn)
- Wujiang (乌江镇,  Wūjiāng Zhèn)
- Shanhou (善厚镇,  Shànhòu Zhèn)
- Shiyang (石杨镇,  Shíyáng Zhèn)

## Fossilienfunde
In der Longtandong-Höhle (龍潭洞 / 龙潭洞,  lóngtán dòng – „Drachengruben-Höhle“), gelegen am Nordhang der Anhöhe Wangjiashan („Anhöhe der Familie Wang“), südlich der Hui-Nationalitätengemeinde Taodian (陶店回族乡) wurden hominine Fossilien entdeckt, die Homo erectus zugeschrieben werden. Bei diesem Fund handelt es sich u. a. um ein recht vollständig erhaltenes Schädeldach eines jungen erwachsenene Mannes (Hexian 1, Sammlungsnummer: PA 830), um ein weiteres Schädeldach (PA 831), um die linke Hälfte eines Unterkiefers mit zwei erhaltenen Zähnen sowie um mehrere einzelne Zähne, die 1980/81 geborgen wurden. Diese Fossilien wurden zunächst 1984 auf ein Alter von 280.000 bis 240.000 Jahren datiert, 1987 auf nur 190.000 bis 150.000 Jahren und 1998 auf 412.000 ± 25.000 Jahre. Vergleichbar alt sind die beiden fossilen Schädelfunde aus der rund 100 Kilometer entfernten Fundstätte Huludong. Ein Schädelausguss ergab ein Innenvolumen des Schädels von 1025 cm³. Verwahrt werden die Fossilien im Institut für Wirbeltierpaläontologie und Paläoanthropologie der Chinesischen Akademie der Wissenschaften in Peking.
Die Fundstätte der Homo erectus-Fossilien von Hexian (Hexian yuanren yizhi 和县猿人遗址) – die Longtandong-Höhle – steht seit 1988 auf der Liste der Denkmäler der Volksrepublik China (3-184).